# Mabutease
Mabutease ist ein osttimoresischer Ort im Suco Meligo (Verwaltungsamt Cailaco, Gemeinde Bobonaro). Er liegt im Osten der Aldeia Liabote, auf einer Meereshöhe von 469 m. Eine kleine Straße verbindet Mautilu mit Mautilu und Berleu im Westen. Südöstlich liegt der Berg Lesululi.